# ROH Pure Championship
El ROH Pure Championship (Campeonato Puro de ROH en español) es un campeonato exclusivo de la empresa Ring of Honor (ROH). El título únicamente podía ser defendido bajo las reglas del wrestling puro. El campeón actual es Lee Moriarty, quien se encuentra en su primer reinado.

## Historia

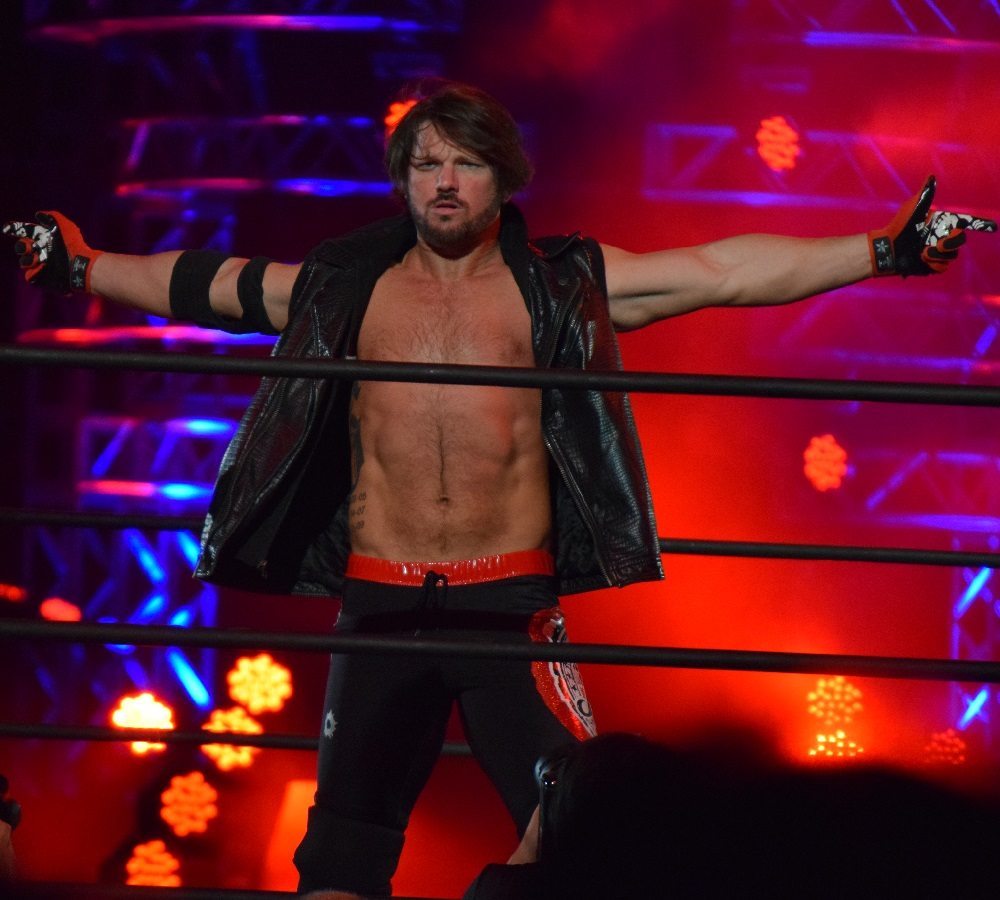
El campeón inaugural A.J. Styles.

El título, originalmente llamado Campeonato de lucha libre pura (Pure Wrestling Championship) fue implantado en 2004, con el luchador A.J. Styles como primer campeón al derrotar a CM Punk en la final de un torneo de ocho hombres. El torneo tuvo lugar en el evento Second Anniversary Show.
Sin embargo, en abril de 2004, tuvo lugar un incidente con el director de ROH Rob Feinstein, por lo que la empresa Total Nonstop Action Wrestling, para la cual trabajaba Styles, cesó toda relación de trabajo con ROH, llevándose a todo su talento de la empresa. Debido a esto, Styles abandonó el título y ROH creó el Campeonato Puro de ROH (ROH Pure Championship). A pesar de su aparente continuidad, ROH considera el Campeonato de lucha libre pura y el Campeonato Puro de ROH dos títulos diferentes. En ningún sitio de ROH se menciona que Styles haya ostentado el Campeonato Puro de ROH ni se dice que haya obtenido una versión previa del título. Doug Williams se coronó como el primer Campeón Puro de ROH al derrotar a Alex Shelley en la final de un torneo en Reborn: Completion.
En Weekend of Champions: Night Two, el 29 de abril de 2006, se dio el primer combate título vs. título, donde el Campeón Mundial Bryan Danielson se enfrentó al Campeón Puro Nigel McGuinness. El combate fue bajo reglas de lucha libre pura, pero ambos títulos estaban en juego. Mcguinness ganó por cuenta de fuera, pero como sólo el Campeonato Puro puede ser ganado bajo esta condición, no ganó el Mundial. Ambos se volvieron a enfrentar el 12 de agosto de 2006 en Liverpool, Inglaterra, ganando Danielson el combate, unificando ambos títulos. Danielson y McGuinness lucharon de nuevo por el Campeonato Mundial ese mismo mes, acabando en empate tras una hora de combate. Después de la lucha, Danielson anunció que el Campeonato Puro había sido retirado oficialmente, dándole a Nigel el cinturón, para que se lo quedara. En enero de 2013, ROH lanzó un DVD de la carrera de Styles en la compañía, describiéndole como el primer Campeón Puro de ROH.
El 31 de enero de 2020, Ring of Honor anunció que traerán de vuelta el Campeonato Puro de ROH. Los 16 competidores para el torneo Pure Title han sido anunciados oficialmente: Jay Lethal, Matt Sydal, Jonathan Gresham, Tracy Williams, PJ Black, David Finlay, Josh Woods, Kenny King, Rocky Romero, Dalton Castle, Delirious y Silas Young, así como Tony Deppen, Wheeler Yuta, Rust Taylor y Fred Yehi, que harán su debut en ROH.

## Reglas
Los combates por este título se dan bajo las reglas de "lucha libre pura", las cuales son:
1. Cada luchador tiene solamente tres rope breaks para evitar las llaves de sumisión y los pinfalls durante el combate. Cuando un luchador agota los tres, las llaves de sumisión y los pinfalls debajo de las cuerdas son legales.
2. No están permitidos los golpes con el puño cerrado a la cara, únicamente se pueden usar bofetadas con la mano abierta o chops. Los puñetazos a otras partes del cuerpo, excepto a los testículos, están permitidos. Al primer puñetazo a la cara se da una advertencia; al segundo, se le sanciona con un rope break y a la tercera, o si no le quedan rope breaks, es descalificado.
3. Un luchador si cae al suelo, ha de levantarse antes de que el árbitro cuente 20, en vez de 10.
4. El campeonato puede cambiar de manos si el campeón pierde por descalificación o cuenta de fuera.

## Campeones

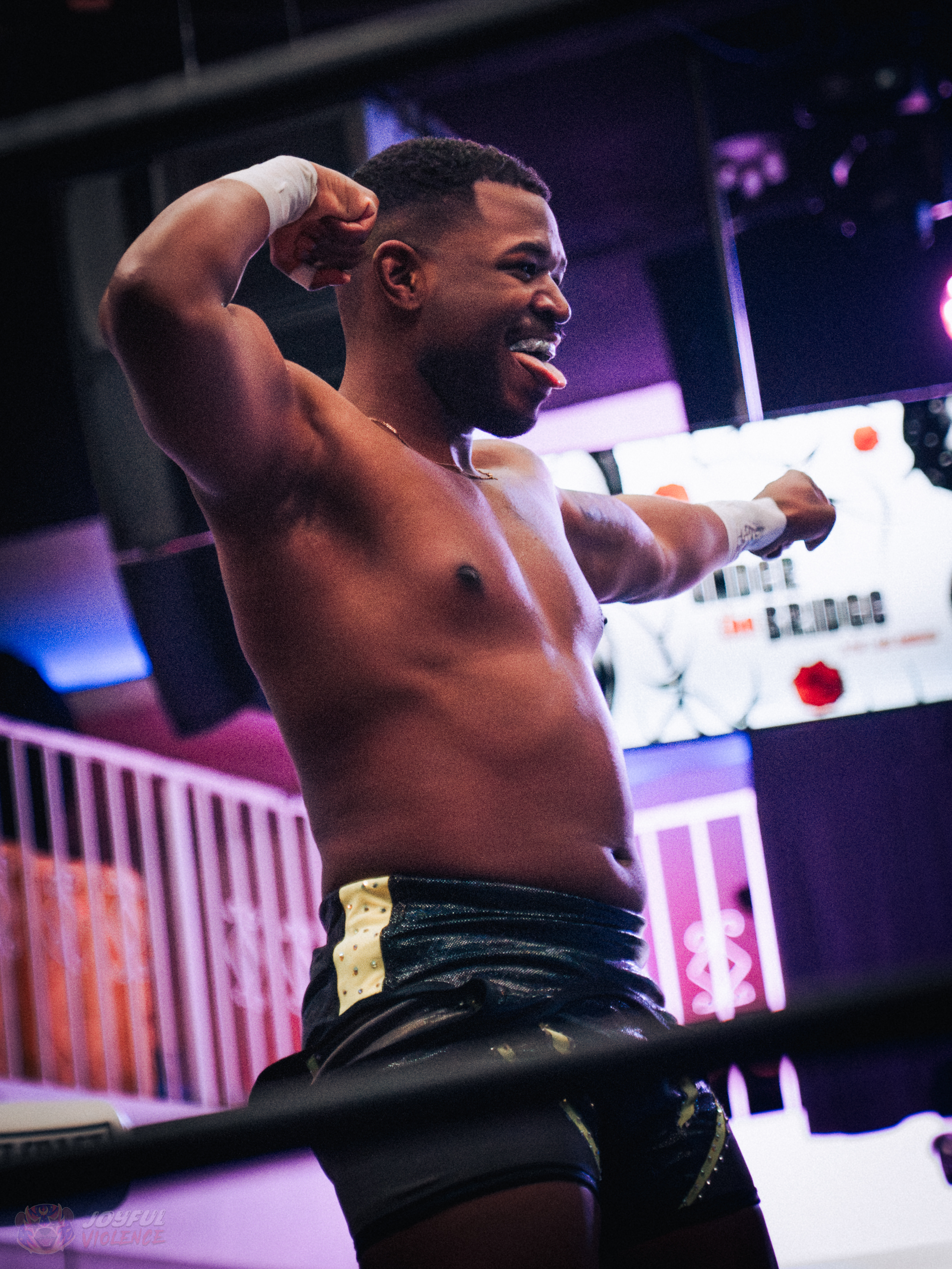
El campeón actual, Lee Moriarty.

El Campeonato Puro de ROH es un campeonato de la empresa, creado en 2004. El campeón inaugural es A.J. Styles, quien derrotó a CM Punk en la final de un torneo para determinar al primer campeón en Second Anniversary Show el 14 de febrero de 2004. Desde esto, ha habido 12 distintos campeones oficiales, repartidos en 14 reinados legítimos en total. Doug Williams, Nigel McGuinness y Katsuyori Shibata son los tres luchadores no estadounidenses que han ostentado el título.
El reinado más largo en la historia del título le pertenece a Jonathan Gresham, quien mantuvo el título durante 385 días en su primer y único reinado. Por otro lado, Bryan Danielson posee el reinado más corto en la historia del campeonato, con menos de un día con el título en su haber durante su primer y único reinado ya que unificó el campeonato con el Campeonato Mundial de ROH.
En cuanto al campeón más joven en la historia es Jay Lethal, quien a los 19 años y 310 días derrotó a John Walters en Trios Tournament 2005. En contraparte, el campeón más viejo es Katsuyori Shibata, quien a los 43 años y 133 días derrotó al excampeón Wheeler Yuta en Supercard of Honor. En cuanto al peso de los campeones, Samoa Joe es el más pesado con 130 kilogramos, mientras que Jonathan Gresham es el más liviano con 79 kilogramos.
Por último el campeón que más veces ha tenido el título es Wheeler Yuta con 3 veces que ha tenido el campeonato.

### Campeón actual
El campeón actual es Lee Moriarty, quien se encuentra en su primer reinado como campeón. Moriarty ganó el campeonato tras derrotar al ex campeón Wheeler Yuta el 26 de julio de 2024 en Death Before Dishonor.
Moriarty registra hasta el 17 de agosto de 2025 las siguientes defensas televisadas:
1. vs. Angélico (11 de agosto de 2024, ROH)
2. vs. Preston Vance (21 de septiembre de 2024, ROH)
3. vs. Matt Taven (7 de diciembre de 2024, ROH)
4. vs. Nigel McGuinness (20 de diciembre de 2024, Final Battle)
5. vs. Robbie Eagles (15 de febrero de 2025, Global Wars: Australia)
6. vs. AR Fox (29 de marzo de 2025, ROH)
7. vs Matt Mako (24 de mayo de 2025, ACTION DEAN~!!!2)
8. vs. Blue Panther (11 de julio de 2025, Supercard of Honor)

### Lista de campeones
| N.º | Campeón           | Lucha                    | Lucha                       | Lucha                      | Estadísticas | Estadísticas | Notas y referencias |
| N.º | Campeón           | Fecha                    | Evento                      | Ubicación                  | Reinado      | Días         | Notas y referencias |
| --- | ----------------- | ------------------------ | --------------------------- | -------------------------- | ------------ | ------------ | --- |
| 1   | A.J. Styles       | 14 de febrero de 2004    | Second Anniversary Show     | Braintree, Massachusetts   | 1            | 70           | Derrotó a CM Punk en la final de un torneo.                                                                                              |
| —   | Vacante           | 24 de abril de 2004      | —                           | —                          | —            | —            | Debido a que Styles fue excluido de todos los shows de ROH por TNA.                                                                      |
| 2   | Doug Williams     | 17 de julio de 2004      | Reborn: Completion          | Elizabeth, Nueva Jersey    | 1            | 42           | Derrotó a Alex Shelley en la final de un torneo.                                                                                         |
| 3   | John Walters      | 28 de agosto de 2004     | Scramble Cage Melee         | Elizabeth, Nueva Jersey    | 1            | 189          | [ 4 ] |
| 4   | Jay Lethal        | 5 de marzo de 2005       | Trios Tournament 2005       | Philadelphia, Pennsylvania | 1            | 63           | [ 5 ] |
| 5   | Samoa Joe         | 7 de mayo de 2005        | Manhattan Mayhem I          | Nueva York, Nueva York     | 1            | 112          | [ 6 ] |
| 6   | Nigel McGuinness  | 27 de agosto de 2005     | Dragon Gate Invasion        | Búfalo, Nueva York         | 1            | 350          | [ 7 ] |
| 7   | Bryan Danielson   | 12 de agosto de 2006     | Unified                     | Liverpool, Inglaterra      | 1            | <1           | Este es el reinado más corto en la historia del campeonato.                                                                              |
| —   | Unificado         | 12 de agosto de 2006     | Unified                     | Liverpool, Inglaterra      | —            | —            | El título fue unificado con el Campeonato Mundial de ROH.                                                                                |
| —   | Reactivado        | 31 de enero de 2020      | N/A                         | —                          | —            | —            | ROH anunció que reviviría el título con un torneo que comenzó en abril de 2020.                                                          |
| 8   | Jonathan Gresham  | 23 de agosto de 2020     | Pure Tournament             | Baltimore, Maryland        | 1            | 385          | Derrotó a Tracy Williams en la final de un torneo. Emitido el 31 de octubre. Este es el reinado más largo en la historia del campeonato. |
| 9   | Josh Woods        | 12 de septiembre de 2021 | Death Before Dishonor XVIII | Philadelphia, Pennsylvania | 1            | 201          | Fue un Pure Rules Match. |
| 10  | Wheeler Yuta      | 1 de abril de 2022       | Supercard of Honor XV       | Garland, Texas             | 1            | 159          | Fue un Pure Rules Match. |
| 11  | Daniel Garcia     | 7 de setiembre de 2022   | Dynamite                    | Buffalo, New York          | 1            | 94           | Fue un Pure Rules Match. |
| 12  | Wheeler Yuta      | 10 de diciembre de 2022  | Final Battle                | Arlington, Texas           | 2            | 111          | Fue un Pure Rules Match. |
| 13  | Katsuyori Shibata | 31 de marzo de 2023      | Supercard of Honor          | Los Ángeles, California    | 1            | 239          | Fue un Pure Rules Match. |
| 14  | Wheeler Yuta      | 25 de noviembre de 2023  | Rampage                     | Pittsburgh, Pensilvania    | 3            | 244          | Fue un Pure Rules Match. |
| 15  | Lee Moriarty      | 26 de julio de 2024      | Death Before Dishonor       | Arlington, Texas           | 1            | 387+         | Fue un Pure Rules Match. |

### Total de días con el título

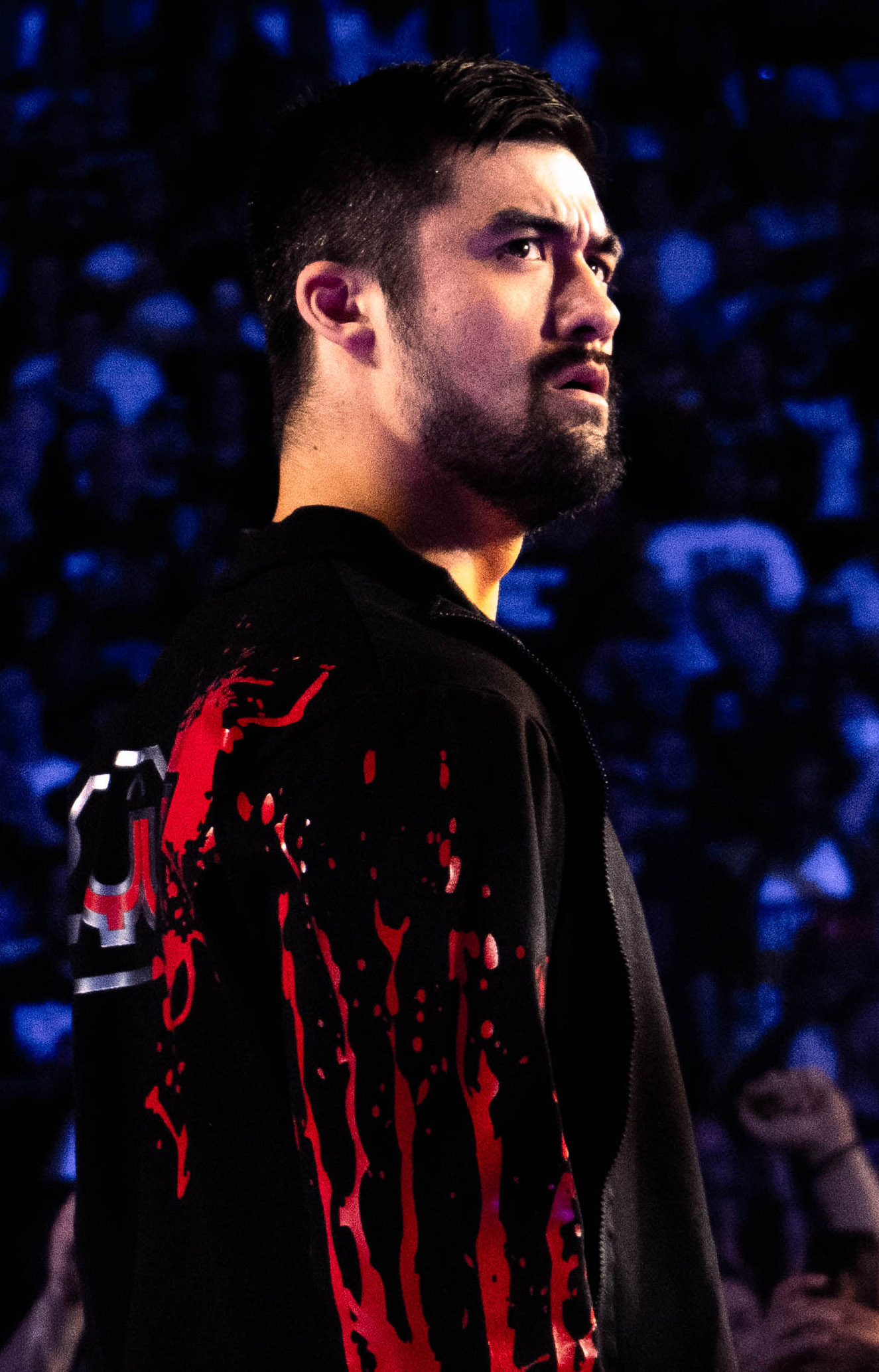
Wheeler Yuta posee el récord de días acumulativos como campeón, con 514 días.

La siguiente lista muestra el total de días que un luchador ha poseído el campeonato, si se suman todos los reinados que posee. Actualizado a la fecha del 17 de agosto de 2025.
| + | Indica al campeón actual |

| N.º | Campeón           | Reinados | Total de días |
| --- | ----------------- | -------- | ------------- |
| 1   | Wheeler Yuta      | 3        | 514           |
| 2   | Lee Moriarty      | 1        | 387+          |
| 3   | Jonathan Gresham  | 1        | 385           |
| 4   | Nigel McGuinness  | 1        | 350           |
| 5   | Katsuyori Shibata | 1        | 239           |
| 6   | Josh Woods        | 1        | 201           |
| 7   | John Walters      | 1        | 189           |
| 8   | Samoa Joe         | 1        | 112           |
| 9   | Daniel Garcia     | 1        | 94            |
| 10  | A.J. Styles       | 1        | 70            |
| 11  | Jay Lethal        | 1        | 63            |
| 12  | Doug Williams     | 1        | 42            |
| 13  | Bryan Danielson   | 1        | <1            |

### Mayor cantidad de reinados
| Reinados | Luchador (es) |
| -------- | ------------- |
| 3 veces  | Wheeler Yuta  |